# Shang-dynastiet
Shang-dynastiet ( 商朝) (ca. 1550-1045 f.Kr.), af og til fejlagtig kaldt Yin-dynastiet (殷代), er det første historiske, kinesiske dynasti. Forgængeren til Shang-dynastiet var det legendariske Xia-dynastiet. Shangdynastiets andet halvdel er knyttet til hovedstaden Yin ved nutidens storby Anyang i Henan-provinsen. Det er denne periode, som af og til kaldes Yin-dynastiet. Shang-dynastiet blev afløst af Zhou-dynastiet, der begynder med byen Yins erobring ca. 1045.

## Særtræk
Shang-dynastiet var en bronzealderkultur. Blev en lensstat under en konge, der havde visse præstelige funktioner. Selv om det var et rige, der byggede på landbrug, opstod der byer, som havde tempelanlæg, og som gerne blev omgivet af bymure. Man udviklede tegnskrift, som blev benyttet af orakelpræster. Ved krigsførelse benyttede man hesteforspændte stridsvogne, noget som var nøglen til deres militære slagkraft. Centralt i religiøs sammenhæng stod Tao (vejen), som betegnede det lovmæssigt ledende princip for det ordnede verdensalt. Man dyrkede ellers den ærværdige himmel, naturen og forfædrenes ånder og havde offerkult og orakelvæsen.
Shang var ikke Kinas første bronzealderkultur. Den var selv efterfølger af Xia-kulturen, som kendte bronze. Desuden har arkæologiske fund godtgjort eksistensen af bronzetradition længere nordpå i Kina, i syd (særligt i Hunan) og to traditioner i vest, som kaldes bronzetraditionerne Sanxingdui og Dian.

## Tidsmæssig afgrænsning
Shang-dynastiets epoke dateres tidmæssigt noget forskelligt. Begyndelsestidspunktet 1550 f.Kr. er det strammeste; nogle historikere er villige til at sætte begyndelsestidspunktet til ca. 1750 eller ca. 1600 f.Kr. Andre forskere markerer lidt andre afslutningstidspunkter. Blandt de andre afgrænsninger, man finder i faglig litteratur, er de almindeligste ca. 1766-1122 f.Kr. (den "ortodokse" skole), 1751-1122 f.Kr. (Tung Tso-pin), 1558-1051 f.Kr. eller 1523-1027 f.Kr. Variationen vedrørende afslutningstidspunkt hænger sammen med forskellige beregninger af, hvornår byen Yin blev erobret.

## Geografisk udstrækning
Der er mindre spredning, hvad angår opfattelserne vedrørende Shangrigets geografiske udstrækning. Man tager udgangspunkt i udgravningsfund og oplysninger i skriftlige kilder, som er delvis støttet af udgravninger. Hovedtyngden er langs Huang He (Den gule flod) fra områderne fra nutidens Xian i vest til Jinan i øst (for det meste i det nordlige Hunan). Under Yin-epoken blev området væsentligt udvidet.
Yin-herskernes vasaller var først og fremmest hertugdømmerne Xing (i det nordligste Henan), Guang, Wang, Huo, Dang og Wei (alle i nutidens Shanxi) og Zhou (i Shaanxi).
Man kender også navnene på en række af de stater og folk, som Shang-dynastiet til tider lå i krig mod ("feng", fjendestater):
- I Shanxi: Yowu Rong, Fang og Tu.
- I Shaanxi: Di (også kaldet Gui), Wei (tidligere en vasalstat), Peng, Ren og Quanrong (også kaldet Kunyi).
- I Shandong: Dongyi.
- I Jiangsu: Cao Rong, Xu-yi.
- I Anhui: Huai-yi.

### Hovedstæder
Efter at høvdingen for Shang-stammen, Tang, ifølge legenden anførte en oprørshær og styrtede Xia-dynastiet, skal han have gjort byen Bo (i dag i Cao Xian amt helt vestpå i Shandong-provinsen) til hovedstad. Senere tiders dokumenter hævder, at Shang-herskerne flyttede deres hof en række gange, og arkæologiske fund synes at bekræfte dette.
Shang-dynastiet havde disse vigtige byer, som til tider også var residensbyer (hovedstæder):
- Bo (der er næsten samstemmighed om, at byen lå i nutidens Cao Xian amt i Shandong, andre mener, den lå nær Bózhōu i Anhui),
- Ao (Henan),
- Xiang (Neihuang amt, Henan),
- Geng (Xingtai amt, Hebei eller Wenxian i Henan),
- Bi (Yuncheng amt, Shandong),
- Yan (Qufu amt, Shandong),
- Yin, også kaldet Beimeng (Anyang, Henan),
- Mo, også kaldet Chaoge (Qixian, Henan)

To byer skiller sig særligt ud som vigtige, Ao og Yin.

#### Ao
Ved den moderne by Zhengzhous østlige udkant, et sted som hedder Shangcheng, har arkæologer afdækket en bybebyggelse omgivet af mure. Dette er efter de flestes opfattelse den gamle Shen-hovedstad Ao. De arkæologiske fund viser, at stedet var et kulturelt centrum også før Shang-perioden (uanset hvordan denne dateres), og det ser åbenbart ud til, at Shang-kulturen stod særligt stærkt her. Bronzegenstande som knive, fiskekroge og pilespidser blev udfærdiget her. Der er fundet gravkamre med hellebarder (ko, en type, som åbenbart var vigtigt i Shang-perioden) og beninskriptioner (blandt andet på oksebrystben, skulderblade og skildpaddeskjold, benyttet til forudsigelse af helbred og fremtid).
Kinesisk skrift: Det er på disse ben, at man finder de første kinesiske skrifttegn. Enkelte af tegnene er i brug den dag i dag. Hvorvidt denne skrivekunst opstod lokalt eller var påvirket af kendskab til skriftsprog i brug i Mesopotamien er vanskeligt at sige.
Inskriptionerne på orakelbenene har i reglen tre sektioner: Et spørgsmål til oraklet, oraklets svar (prognose) samt en kommentar om, hvorvidt oraklet havde ret (verifikation). Forudsigelserne ved brug af orakelben foregik således, at Shang-kongernes spåmænd lavede revner i f.eks. et skulderblad fra et dyr ved hjælp af en opvarmet, spids genstand, fortolkede revnerne som udtryk for rådgivning fra forfædrene og indskrev herefter resultaterne på benene.Der er samlet omkirng 100.000 af sådanne orakelben. Benene, som blev brugt, kunne komme fra de almindeligt udbredte dyr (som kvæg og aber), men aldrig fra kat eller hund.

#### Yin
Ifølge gamle historiske kilder var det en Shang-hersker ved navn Pan-keng, som lagde sin hovedstad Yin ved den lille flod Huan (lige ved den moderne by Anyang). Denne byen forblev Shang-hovedstad i ca. 250 år. Her er der gjort endnu rigere arkæologiske fund end i Zhengzhou, og udgravningerne fortsætter. Det drejer sig om et af verdens rigeste arkæologiske udgravningsfelter fra bronzealderen.
Yin-epoken har efterladt sig optegnelser, som giver indblik i tidens politik, økonomi, kultur, religion, geografi, astronomi, kalender, kunst og medicin.

### Andre steder med Shang-fund
Arkæologerne har også afdækket en række andre steder med tydelige tegn efter Shang-kulturen. Nogle af dem ligger klart udenfor Shang-herskernes magtområde, endda langt udenfor. Det, som i nogle tilfælde ligger til grund for, at de identificeres som Shang-steder, er fund af beskrevne orakelben tidsfæstede til den aktuelle periode. Det var nemlig kun Shang-staten, som på det tidspunkt havde udviklet skriftsprog.

#### Tidlige Shang-steder (foruden hovedstæderne nævnt ovenfor)
1. I eller nær Shang-kulturens kerneområde: Pinggu, Gaocheng, Xingtai, Daiyuan, Handan, Cixian, Huixian, Xiaxian, Jinan, Shangqiu.
2. Vest for Shang-kulturens kerneområde: Fufeng, Qishan (begge i Shaanxi, øverst i Wei-dalen).
3. Syd for Shang-kulturens kerneområde: Jiashan (i Anhui, Huangpi (i Hubei), Qingjiang (i Jiangxi).

#### Senere Shang-steder (Shang-Yin)
1. I eller nær Shang-Yin-kulturens kerneområde: Baoding, Quyang, Lingshou, Gaocheng, Xingtai, Xin Xian, Handan, Cixian, Baode, Suide, Shilou, Qishan, Yidu, Xuzhou, Funan.
2. Vest for Shang-Yin-kulturens kerneområde: Peng Xian (i Sichuan).
3. Syd for Shang-Yin-kulturens kerneområde: Feixi (i Anhui, Chongyang (i Hubei), Duchan (i Jiangxi), og Ningxiang, Liling og Changning (i Hunan).

## Yinherskerne
Det kongehus, som herskede fra Yin, bragte Shang-dynastiet til sit højdepunkt. På højden kan de have domineret alt land mellem havet i øst, de sydlige dele af nutidens Hebei-provins i nord, langt ind i Shaanxi i vest og helt til Yangtzefloden i syd. Kongen var omgivet af et embedsværk bestående af et adelshierarki. Riget baserede sig på, at undersåtterne betalte afgift til kongen, og et militærvæsen førte krige mod de genstridige. De fleste konger var dermed krigerkonger. Arvefølgen gik fra far til søn (19 tilfælde) eller fra ældre bror til yngre bror (14 tilfælde).
Fund fra og omkring de mest veludstyrede kongegrave ved Yin tyder på, at når kongerne blev begravet med værdi- og brugsgenstande, som kunne være til nytte for dem i det næste liv, fik de hundredvis af slaver med, som efter alt at dømme blev begravet levende. (Udgravningerne af gravkamrene i Yin har også afdækket grøftegrave med halshuggede.)
Zhangzhou, den sidste Yinkonge, begik selvmord, efter at han blev slået i kamp med Zhou-folkets styrker. Legenderne fortæller, at han blev forrådt, da egne styrker gik over til fjenden under det afgørende slag. Den klassiske roman Fengshen Yanyi omhandler krigen mellem Yin og Zhou, og om at begge sider blev støttet af hver sin gruppe af guder.
Byen Yin blev ødelagt under Zhou-dynastiets første konge, "krigskongen" Wu Wang. Efter Shang-dynastiets fald svor kongehusets medlemmer troskabsed til de nye Zhou-konger. De blev vasaller under Zhou-dynastiet, og mange af dem tjente på vigtige ministerposter. De tog familienavnet Yin, og det er sådan, at dette navn kom ind i kinesisk navneskik.

## Shang-dynastiets guder
Man sagde, at de "egentlige" herskere var kongernes forfædre, noget, som er et tidligt udtryk for kinesisk forfædrekult (det lader sig dog ikke fastslå, om forfædrekulten allerede havde udbredelse udenfor kongeslægtens rækker).
I panteonet finder man den højeste gud (Ti) og mindre guddomme som vindguden (Tis budbringer), flodguden (knyttet til Den gule flod), jordguden, solguden, måneguden, de syv skyer, og Yueh (Tai Shan)
Udgravede figurer forestiller musikanter og dansere. Om sådanne kulturudtryk var afgrænset til den religiøse sfære, kan man i dag ikke vide noget sikkert om.

## Økonomi
Landbruget var vigtigste erhverv og blev drevet organiseret og over store områder. Der blev brygget alkoholholdige drikke af kornet. Det lader sig også påvise, at man brugte silke.
Der blev holdt kvæg og alle de almindelige husdyr. Der findes til og med en optegnelse om, at der blev benyttet tamme elefanter ved større byggeprojecter.
Shang-riget drev intensiv handel med de omliggende folk og stammer. Til i dag bliver handelsfolk gerne kaldt shangmennesker (Shang jen) i Kina. Et udbygget vejnet fremmede væksten af de første kinesiske byer.

## Videnskab og teknik
På udgravningsfelterne ved Yin blev det ældste kinesiske jernværktøj fundet. Man var allerede i stand til at lave ret raffinerede bronzebeholdere og -værktøj. Der er også udgravet beholdere af hvid keramik. På orakelknoglerne er der fundet optegnelser om kometer. Planeten Mars' bevægelser blev også beskrevet. Materialet viser, at man fulgte med i måneformørkelser og havde navn på flere stjerner og kendte til planeten Jupiter.
Man finder også bemærkninger om matematiske problemer og dokumentation om sygdomme.

## Koreansk efterspil?
Både koreanske og kinesiske legender siger, at en Yin-fyrste ved navn Jizi (koreansk: Kija), der nægtede at underkaste sig de nye Zhou-herrer, forlod Kina med sin garnison og grundlagde Chosen nær det moderne Pyeongyang og dermed startede den første koreanske statsdannelse. Men denne legende – og i hvert fald det element, at Jizi drog til den koreanske halvø – anses i dag for at være en myte uden historisk belæg.